# Варедо
Варѐдо (на италиански: Varedo, на западноломбардски: Vareet, Вареет) е град и община в Северна Италия, провинция Монца и Брианца, регион Ломбардия. Разположен е на 180 m надморска височина. Населението на общината е 12 899 души (към 2010 г.).
До 2004 г. общината е част от провинция Милано.